# علف بیدی
علف بیدی (نام علمی: Lysimachia vulgaris) نام یک گونه از سرده علف بیدی است.